# Jerry Bresler
Jerry Bresler (* 13. April 1912 in Denver; † 23. August 1977 in Los Angeles) war ein US-amerikanischer Filmproduzent.

## Leben und Wirken
Bresler besuchte das Swarthmore College und schloss mit einem Bachelor of Arts ab. In Hollywood angekommen, wurde er von der kleinen Firma Supreme Pictures Corporation eingestellt. Mit seiner eigenen winzigen Produktionsgesellschaft Tower Productions begann Bresler auf eigene Faust (zunächst kurze) Filme herzustellen, darunter eine live-action-16-Millimeter-Version des beliebten Pinocchio-Stoffes. Von 1939 bis 1942 war Bresler als Aufnahmeleiter und Produktionsassistent an Filmen wie Ernst Lubitschs Rendezvous nach Ladenschluß, Mädchen im Rampenlicht (Ziegfeld Girl) mit Hedy Lamarr, den beiden Fred-Zinnemann-Frühwerken Der Gentleman-Killer (Kid Glove Killer) und Die Spur im Dunkel sowie mehreren Dr. Kildare-Filmen beteiligt.
Gleich mit seiner ersten eigenständigen Produktion, dem mit Sam Coslow hergestellten Kurzfilm Heavenly Music von 1944, konnte Bresler einen Oscar in der Kategorie „Bester Kurzfilm“ (zwei Filmrollen) in Empfang nehmen. 1945 und 1947 schlossen sich zwei weitere Oscarnominierungen, für die Kurzfilme Main Street Today und The Luckiest Guy in the World, an. Fortan produzierte Jerry Bresler abendfüllende Kinofilme, die anfänglich jedoch meist B-Format besaßen. Erst in späteren Jahren stellte er auch größer budgetierte A-Filme wie Die Wikinger, Sierra Charriba und die James-Bond-Parodie Casino Royale her. Mit der Jerry Bresler Productions besaß der Mann aus Colorado ab 1960 auch wieder eine eigene Filmproduktionsfirma.
1965 saß Bresler Teil in der Jury der Internationalen Filmfestspiele in Berlin (Berlinale). Bresler wird häufig mit dem gleichnamigen Komponisten verwechselt, der von 1914 bis 2000 lebte.

## Filmografie (komplett)
Kinofilme, wenn nicht anders angegeben
- 1943: Heavenly Music
- 1944: Main Street Today
- 1945: Main Street After Dark
- 1945: Bewitched
- 1946: The Great Morgan
- 1947: The Arnelo Affair
- 1947: The Luckiest Guy in the World
- 1947: Das Netz (The Web)
- 1947: Singapur (Singapore)
- 1948: Aus dem Dunkel des Waldes (Another Part of the Forest)
- 1948: An Act of Murder
- 1949: Abandoned
- 1950: The Flying Missile
- 1950: Verurteilt (Convicted)
- 1951: Die Spur führt zum Hafen (The Mob)
- 1952: Budapest antwortet nicht (Assignment – Paris!)
- 1953–54: Where’s Raymond? (TV-Serie)
- 1957: Spring Reunion
- 1957: Lizzie
- 1958: Die Wikinger (The Vikings)
- 1960: Because They‘re Young
- 1961: April entdeckt Hawaii (Gidget Goes Hawaiian)
- 1962: Der König von Hawaii (Diamondhead)
- 1963: April entdeckt Rom (Gidget Goes to Rome)
- 1965: Heißer Strand Acapulco (Love Has Many Faces)
- 1965: Sierra Charriba (Major Dundee)
- 1966: Casino Royale (Casino Royale)
- 1969: Pussycat, Pussycat, I Love You